# Green Camp
Green Camp – wieś w USA, w stanie Ohio, w hrabstwie Marion.
Liczba mieszkańców w 2000 roku wynosiła 342.